# Garryowen

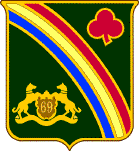
Crest dell'U.S. 69th Infantry Regiment

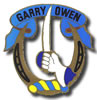
Crest dell'U.S. Seventh Cavalry Regiment

Garryowen, conosciuta anche come Garyowen, Garyone. Garry Owen e Gary Owens, è il titolo di una melodia irlandese per una danza del tipo quickstep.

In Italia, il vocabolo Garryowen si lega all'Ulisse di James Joyce, in cui figura l'omonimo "personaggio" del cagnaccio del Cittadino.

## Storia
Le origini di Garryowen sono poco chiare, ma apparve nel XVIII secolo, come canto di ricchi gaudenti in Limerick (attuale Repubblica d'Irlanda).

### Regno Unito eCommonwealth
Divenne subito "di moda" nell'Esercito inglese, grazie al 5th Royal Irish Lancers, di stanza a Limerick, costituendo una sorta di colonna sonora ante litteram delle guerre napoleoniche, e venendo pure adottata quale marcia reggimentale ufficiale dal "18º Fanteria.
Un primissimo riferimento al brano musicale può rinvenirsi nel Duke of Wellington di Jocquim Hayward Stocqueler, pubblicato nel 1853. Descrive la difesa della città di Tarifa (dicembre 1811) nell'ambito della Guerra peninsulare. Il generale Hugh Gough al comando dell'87º Reggimento (all'epoca famoso come Royal Irish Fusiliers), dopo aver respinto un attacco dei granatieri francesi,

«... non gli bastava aver semplicemente resistito. Quando il nemico, sbaragliato, si diede alla fuga, sguainò la spada, comandò che la banda intonasse Garry Owen ed inseguì i fuggitivi per due o trecento yards.»

Garryowen fu anche un inno di successo nella Guerra di Crimea. È stato associato ad una quantità di unità militari britanniche, ed è la marcia d'ordinanza dell' Irish Regiment of Canada. Era la marcia reggimentale del Liverpool Irish. È la marcia reggimentale del London Irish Rifles. È stato la marcia reggimentale del 50th (The Queen's Own) Foot fino al 1869.
Garryowen deriva da due parole irlandesi, Oein (John) — e  garrai (giardino) sicché significava, in origine, "Giardino di John".

### Stati Uniti d'America
Divenne in seguito la marcia del 69th Infantry Regiment (degli Stati Uniti, New York Militia), a metà Ottocento. Questa adozione, avvenuta prima della Guerra di secessione americana, è stata riconfermata nell'uso durante la Guerra in Iraq. Dal 1867 è divenuto la marcia del 7th Cavalry Regiment. Era particolarmente gradito al generale George Armstrong Custer, e la leggenda vuole che sia stato l'ultimo "pezzo" eseguito dalla banda militare prima della Battaglia del Little Bighorn.
Il nome del brano è ormai parte integrante del reggimento: le parole Garry Owen si leggono sul relativo stemma, e c'è un Camp Garry Owen, a nord di Seul, (Corea), che ospita un'aliquota del 4⁰ squadrone del reggimento di cui parliamo.
Esiste un'incisione discografica del 1993 per opera della Civil War Music Company, banda d'archi del 97º Reggimento.
Garryowen è anche la marcia d'ordinanza della 1st Cavalry Division.

### Adattamenti in italiano
Il brano è stato adattato da Guido Leoni e Gino Mazzocchi per Renato Rascel, che l'ha interpretata col titolo Scozzese. 
Sulle note di Garryowen è pure la nota canzoncina goliardica militare che principia col verso «Era meglio morire da piccoli», cantata, fra l'altro, nel film Missione eroica - I pompieri 2 e ripresa successivamente con varianti da Paolo Rossi
.

## Testo
Ci sono parecchie versioni di Garryowen, compresa quella del 7º Cavalleria, ma quella che segue è la tradizionale:

1. Non siano delusi i figli di Bacco,

Ma si unisca a me, ogni lama gioviale

Vieni, bevi e canta e porgi il tuo aiuto

Per sostenere con me il coro:

Coro:

Invece che acqua termale, berremo birra scura

E pagheremo il conto sull'unghia;

Nessuno andrà in galera per debiti

Da Garryowen in gloria.

2. Siamo i ragazzi che si divertono

A sfasciare i lampioni di Limerick la sera,

E per le strade si battono da sportivi,

Spaccando tutto quel che ci capita

Invece che acqua termale, berremo birra scura

E pagheremo il conto sull'unghia;

Nessuno andrà in galera per debiti

Da Garryowen in gloria.

3. Romperemo finestre, sfonderemo porte,

L'orologio batte le tre e le quattro,

E i dottori si applichino alle loro cure,

E rattoppino le nostre fratture

Invece che acqua termale, berremo birra scura

E pagheremo il conto sull'unghia;

Nessuno andrà in galera per debiti

Da Garryowen in gloria.

4. Ce la spasseremo a sbaragliare gli sbirri,

Faremo correre sindaco e sceriffo

Siamo i ragazzi che nessuno osa sfottere

Se ci tiene alla sua pelle

Invece che acqua termale, berremo birra scura

E pagheremo il conto sull'unghia;

Nessuno andrà in galera per debiti

Da Garryowen in gloria.

5. I nostri cuori son fieri di averci dato fama

Perché presto si sa da dove veniamo

Ovunque andiamo temeranno il nome

Di Garryowen in gloria.

Invece che acqua termale, berremo birra scura

E pagheremo il conto sull'unghia;

Nessuno andrà in galera per debiti

Da Garryowen in gloria.

## Le versioni beethoveniane
Verso la fine del XVIII secolo il compositore e editore scozzese George Thomson (1757–1851) progettò la pubblicazione di una vasta raccolta di melodie tradizionali irlandesi, scozzesi e gallesi, affidandone l'elaborazione ad alcuni fra i più celebri musicisti dell'epoca; all'impresa parteciparono fra gli altri Franz Joseph Haydn e Ludwig van Beethoven. Quest'ultimo fornì a Thomson due versioni di Garryowen, composte negli anni 1809-10 e pubblicate rispettivamente nel 1814 e nel 1816 con il titolo From Garyone My Happy Home; dette elaborazioni fanno parte del catalogo delle opere di Beethoven come WoO 152 n. 22 e WoO 154 n. 7.

## Apparizioni cinematografiche
- È citato più volte in We Were Soldiers - Fino all'ultimo uomo
- È utilizzato come musica di scena ne L'ultimo samurai, durante l'esibizione con il Winchester
- La storia del generale Custer
- The Long Gray Line (pellicola del 1955 con Tyrone Power)
- Piccolo Grande Uomo
- Son of the Morning Star (film del 1991, con Gary Cole. Fischiettato dal personaggio "Custer" ed eseguito da una banda che si esercita)
- I cavalieri del Nord Ovest e Il massacro di Fort Apache, sia come colonna sonora "esterna", sia come brano cantato dai soldati di cavalleria
- Always - Per sempre
- The Fighting 69th (film del 1940 con James Cagney, Pat O'Brien e Alan Hale)
- Gangs of New York  (forse utilizzato con una certa ironia)
- Sentieri selvaggi

La marcia è presente anche nel film "Waterloo" di Sergjei Bondarciuk durante l'ultima fase dell'omonima battaglia nel momento in cui le truppe inglesi, galvanizzate dall'arrivo dei prussiani, respingono l'attacco della fanteria napoleonica che di lì a poco verrà completamente sbaragliata.

## Apparizioni letterarie
- Flashman and the Redskins di George MacDonald Fraser (un romanzo del 1982)
- Flight of the Falcon di Victor Milan (un romanzo del 2004)
- Ulisse di James Joyce (più volte già nominato, in proemio ed in nota)